# Gypsy Pistoleros
Gypsy Pistoleros es una banda de Flamenco rock n roll proveniente de Worcester, Inglaterra. La banda creó una fusión entre el  rock y los sonidos tradicionales españoles, debido a que el vocalista Lee J. se trasladó por un tiempo a la ciudad de Zaragoza. Dada su particularmente frenética puesta en escena y sus vestimentas estrafalarias, Gypsy Pistoleros se convirtieron en uno de los actos más aclamados de importantes festivales de música como el Rocklahoma.

## Miembros
- Kez pistolero White -  Bajo
- Crag Pistolero shape-  Batería
- Lee J Pistolero (Gypsy Lee Pistolero) - Gypsy Lee Pistolero  AKA (Actor) Lee Mark Jones Voz
- Shane Pistolero Sparkz -  Guitarra

## Discografía
- En la Vida Real - 2005
- Wild, Beautiful y Los Damned - 2006

Para Siempre - Bad Reputation Records - 2007
- Para Siempre - 2008 (Blastzone/Nightmare Records)
- Welcome to the Hotel De La Muerte EP - 2009 (Bad Reputation Records)
- Duende: Last of the Pistoleros - 2011 (Jamsync Music)[2]

Forever Wild, Beautiful and Damned Greatest Hits - Heavy Metal Records
- The greatest flamenco glam sleaze band ever - 2020 (Golden Robot Records/Riot Records)
- The Mescalito Vampires - 2021 (Off yer Rocka Records)
- Duende a Go Go Loco - 2023 (Through Earache Records)